# AłtajAwia
AłtajAwia sp. z o.o. (ros. АлтайАвиа, OOO) – rosyjskie linie lotnicze z portem bazowania Gornoałtajsk. 
W marcu 2021 linie dysponowały samolotami: AS 350 B3 (2), AS-350B3 (2), R66 (1), Mi-8МТВ-1 (2), Mi-8Т (2).